# Gaudinia
Gaudinia P.Beauv. é um género botânico pertencente à família Poaceae, subfamília Pooideae, tribo Aveneae.

## Sinônimos
- Cylichnium Dulac (SUS)
- Arthrostachya Link
- Falimiria Rchb. (SUS)
- Cylichnium Dulac (SUS)
- Meringurus Murb.

## Espécies
Estão descritas quatro espécies:
- Gaudinia coarctata (Link) T.Durand & Schinz
- Gaudinia fragilis (L.) P.Beauv.
- Gaudinia hispanica Stace & T.G.Tutin
- Gaudinia maroccana Trab. ex Pit.